# DJ Rolando
DJ Rolando   (Detroit, segle XX), també conegut com a The Aztec Mystic, és un discjòquei i productor de música tecno estatunidenc d'ascendència mexicana. Antic membre del col·lectiu de Detroit Underground Resistance (UR) des de 1994 fins a 2004, és conegut per ser el compositor de la mítica cançó «Knights of the Jaguar» de 1999. Rolando es va traslladar a Edimburg el 2004, on continua fent de DJ actiu i punxa sovint en discoteques com Tresor i Berghain.

## Trajectòria
Rolando va créixer al barri de Mexicantown, a Detroit. Ha explicat que el seu pare era músic: «un home talentós, un d'aquests paios que sols agafava un instrument i bum!, el tocava de seguida. M'agradaria tenir la meitat del talent que tenia ell». Rolando es va inspirar al veure Jeff Mills en directe el 1986 i va començar a punxar l'any següent quan va aconseguir un equip de mescles. Va iniciar-se als locals del barri punxant rap, electro i latin freestyle, i va començar a assistir a festes de tecno i house a principis de la dècada del 1990, fet que li «va canviar la vida».
Rolando es va presentar a Underground Resistance el 1994, mentre conversava amb Mike Banks, James Pennington, James Stinson i Andre Holland. El 1999, la seva cançó «Knights of the Jaguar», inspirat en les melodies de Carlos Santana i del grup de funk War, es va convertir en objecte d'una batalla pels drets d'autor amb Sony BMG, que «no eren conscients de la posició del col·lectiu musical contrària a les multinacionals. Sony primer va intentar adquirir-ne la llicència i, en no aconseguir-la, va optar per plagiar-la com a versió». Publicada com a «Jaguar», va assolir el lloc 43 a la UK Singles Chart l'octubre de 2000. El 2013 «Jaguar» va ser votada com la 26a millor cançó house de tots els temps pels lectors de Mixmag.

## Discografia
- The Aztec Mystic (1996)
- Octave One - Aztlan / DayStar Rising (1998) w/ Mike Banks
- Knights Of The Jaguar EP (1999)
- Revenge Of The Jaguar - The Mixes (2000)
- Hiatus EP (2008)
- The Afterlife EP (2008)
- 5 To 9 EP (2010)
- The Test (2011) w/ Nic Fanciulli
- The Lost Mixes Part 2 EP (2012) w/ Nic Fanciulli
- D & N's EP (2013)
- Wheesht EP (2014)
- Juu EP (2014)
- Undercover EP (2015)
- Time to Jack EP (2017)